# Ongole
Pour les articles homonymes, voir Nellore.
L'ongole est une race bovine indienne. Elle peut aussi être appelée nellore.

## Origine
C'est une très ancienne race élevée en Inde, principalement dans le sud de l'État de l'Andhra Pradesh, entre les districts de Guntur et Nellore. Elle tire son nom de la ville d'Ongole dans cette région.
Des animaux de cette race ont été exportés au Brésil dans la seconde partie du XIXe siècle. Cette race a été hautement sélectionnée et s'est adaptée au climat local, justifiant l'existence d'un nom de race différent. C'est la nelore dont le nom vient du district de Nellore.

## Morphologie

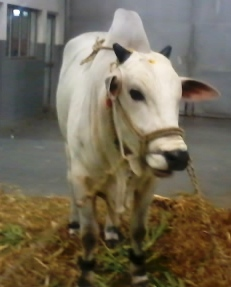
Ongole vu de face.

C'est une race de grande taille. Le mâle mesure en moyenne 1,5 mètre pour 570 kg et la femelle 1,3 pour 270 kg. Les pattes sont longues et le corps est fin.
Elle porte une robe blanche à gris clair. Le mêle comporte des zones plus sombres sur la tête, au garrot, aux genoux et au niveau des paturons (zone au-dessus du sabot). La bosse zébuine et le fanon sont très prononcés, en particulier chez le taureau. La tête a une forme de rectangle élargi au niveau des yeux (forme de cercueil), les cornes sont courtes et noires en croissant vers le haut et les oreilles larges, attachées bas et perpendiculaires au corps. Le mufle est noir.

## Aptitudes
Elle est élevée principalement pour sa force de travail. En effet, dans un pays où la vache est sacrée, la viande bovine est interdite.
C'est une race bien adaptée au climat de mousson local, très chaud et humide avec des zones de sous-sol humides. Le rayonnement solaire, particulièrement violent en zone tropicale, est bien réfléchi par le pelage blanc et les longues pattes éloignent le corps du rayonnement du sol.

## Sources